# Katalonien-Rundfahrt 2013
Die 93. Katalonien-Rundfahrt (auf Katalanisch Volta Ciclista a Catalunya) fand vom 18. März bis zum 24. März 2013 statt. Das Radsport-Etappenrennen war Teil der UCI World Tour 2013 und innerhalb dieser das fünfte Rennen. Die Gesamtdistanz des Rennens betrug ungefähr 1200 Kilometer.

## Die Teilnehmer
| ProTeams AG2R La Mondiale (ALM) Team Argos-Shimano (ARG) Astana Pro Team (AST) Blanco (BLA) BMC Racing Team (BMC) Cannondale Pro Cycling (CAN) | Euskaltel Euskadi (EUS) FDJ (FDJ) Garmin Sharp (GRS) Katusha (KAT) Lampre-Merida (LAM) Lotto Belisol (LTB) | Movistar (MOV) Orica GreenEdge (OGE) Omega Pharma-Quick Step (OPQ) RadioShack Leopard (RLT) Sky ProCycling (SKY) Team Saxo-Tinkoff (TST) Vacansoleil-DCM (VCD) |
| Professional Continental Teams Caja Rural-Seguros RGA (CJR)                                                                                    | 0 Cofidis, Solutions Crédits (COF)                                                                         | 0 Sojasun (SOJ) |

Startberechtigt sind die 19 ProTeams. Zudem vergab der Organisator „Volta“ Ciclista a Catalunya Associació Esportiva drei Wildcards an Professional Continental Teams. Jede Mannschaft ging mit acht Fahrern an den Start.

## Etappenübersicht
| Etappe | Datum    | Start – Ziel            | km    | Typ               | Etappensieger           | Führender Gesamtwertung  |
| ------ | -------- | ----------------------- | ----- | ----------------- | ----------------------- | ------------------------ |
| 1      | 18. März | Calella – Calella       | 159,3 | Bergetappe        | Gianni Meersman (OPQ)   | Gianni Meersman (OPQ)    |
| 2      | 19. März | Girona – Banyoles       | 160,7 | Flachetappe       | Gianni Meersman (OPQ)   | Gianni Meersman (OPQ)    |
| 3      | 20. März | Vidreres – Vallter 2000 | 180,1 | Hochgebirgsetappe | Nairo Quintana (MOV)    | Alejandro Valverde (MOV) |
| 4      | 21. März | Llanars – Port Ainé     | 217,7 | Hochgebirgsetappe | Daniel Martin (GRS)     | Daniel Martin (GRS)      |
| 5      | 22. März | Rialp – Lleida          | 156,5 | Flachetappe       | François Parisien (ARG) | Daniel Martin (GRS)      |
| 6      | 23. März | Almacelles – Valls      | 178,7 | Bergetappe        | Simon Gerrans (OGE)     | Daniel Martin (GRS)      |
| 7      | 24. März | El Vendrell – Barcelona | 122,2 | Hügeletappe       | Thomas De Gendt (VCD)   | Daniel Martin (GRS)      |